# آستیگمات (فیلم)
آستیگمات فیلمی به کارگردانی و تهیه‌کنندگی مجیدرضا مصطفوی و نویسندگی پیام کرمی و مجیدرضا مصطفوی محصول سال ۱۳۹۶ است. این فیلم به مسائل بلوغ و نوجوانان می‌پردازد.

## خلاصه داستان
مردی (سیامک صفری) بعد از جدایی چند ساله از خانواده برگشته و می‌خواهد خانه‌اش را از زن (مهتاب نصیرپور) و پسر (محسن کیایی) و عروس (باران کوثری) و نوه‌اش پس بگیرد. پسرش که در زیرزمین خانه زالو پرورش می‌دهد و می‌خواهد از این راه ثروتی بهم بزند، سعی می‌کند زن و مرد را آشتی دهد تا در خانه بمانند اما مادرش می‌خواهد با مردی دیگر (حسین پاکدل) ازدواج کند...

## بازیگران
- مهتاب نصیرپور
- محسن کیایی
- باران کوثری
- نیکی کریمی
- سیامک صفری
- حسین پاکدل
- هادی حجازی‌فر
- بهنوش بختیاری
- حسام محمودی
- محمد شاکری
- شیدا یوسفی
- عرفان برزین
- ساسان شادمان